# Towarzystwo Przyjaciół Ziemi Pałuckiej
Towarzystwo Przyjaciół Ziemi Pałuckiej (TPZP) w Wągrowcu – stowarzyszenie założone 23 marca 1958 z inicjatywy członków Dyskusyjnego Klubu Inteligencji. 
Towarzystwo Przyjaciół Ziemi Pałuckiej ma za zadanie:
- propagowanie wiedzy o historii regionu,
- inicjowanie, popieranie i współorganizowanie badań naukowych związanych z regionem,
- opiekę nad ludową i amatorską twórczością artystyczną,
- popularyzację twórczości ludowej,
- podejmowanie działań w zakresie ochrony zabytków i walorów przyrodniczych,
- popularyzowanie turystyki na szlakach Pałuk,
- inspirowanie, organizowanie i współorganizowanie imprez oraz wystaw związanych tematycznie z regionem, a także innych imprez kulturalnych,
- współpracę z Muzeum Regionalnym w Wągrowcu, innymi stowarzyszeniami i organizacjami, placówkami upowszechniania kultury, zawodowymi placówkami kulturalnymi, naukowymi i oświatowymi, które swym programem działania mogą popierać cele Towarzystwa.

Doroczna Honorowa Nagroda Kulturalna TPZP
Od 1995 roku, z inicjatywy ówczesnego prezesa Waldemara Kaisera, wągrowieckie stowarzyszenie przyznaje doroczne honorowe nagrody kulturalne, których symbolem jest spiżowa figurka słomianego pałuckiego koziołka. Nagroda jest przyznawana przez zarząd stowarzyszenia za zasługi dla regionu i całokształt działalności lub wyjątkowo za jednorazowe osiągnięcia, w dziedzinie twórczości kulturalnej, kultywowania tradycji regionu oraz publikacji z nim związanych. Wśród nagrodzonych są między innymi: Gustawa Patro, Leokadia Grajkowska, Andrzej Matuszak, Jolanta Nowak-Węklarowa, Władysław Purczyński, Jerzy Mianowski, Artur Wierzbicki oraz liczne instytucje. 
Prezesi TPZP:
| Okres     | Imię i nazwisko     |
| --------- | ------------------- |
| 1958–?    | Wanda Kowalińska    |
| ?–?       | Jan Hoffmann        |
| ?–1977    | Roman Jachnik       |
| 1977–1981 | Janusz Marczewski   |
| 1981–1990 | Janusz Muszyński    |
| 1990–1994 | Zofia Zawol         |
| 1994–1999 | Waldemar Kaiser     |
| 1999–2006 | Bogumiła Nickel     |
| 2006–2010 | Aleksandra Podemska |
| 2010      | Kinga Babicz        |

Imprezy:
Lato na Pałukach
Cykl imprez znany pod nazwą „Lato na Pałukach” zrodził się w 1968 roku z inicjatywy Anny Wolniewicz i Wandy Kowalińskiej, działaczek Towarzystwa Przyjaciół Ziemi Pałuckiej. Ideą imprezy było zaoferowanie mieszkańcom miasta i turystom przyjeżdżającym latem na Pałuki atrakcyjnej oferty spędzania wolnego czasu. Od połowy lat dziewięćdziesiątych organizatorem imprez „Lata na Pałukach” jest wyłącznie Miejski Dom Kultury w Wągrowcu.
Festyn Cysterski
Cykl imprez festynowych zorganizowanych z inicjatywy Zofii Zawol, dyrektora Muzeum Regionalnego w Wągrowcu, jednocześnie autorki całości programu i głównego organizatora. 
Od 1998 roku głównymi organizatorami festynu są Towarzystwo Przyjaciół Ziemi Pałuckiej i Muzeum Regionalne w Wągrowcu. Na festyn składają się: tematyczne scenki historyczne, pokazy walk rycerskich, koncerty zespołów regionalnych, folkowych i muzyki rozrywkowej, biesiady. Imprezom festynowym towarzyszą m.in.: pokazy dawnych rzemiosł i zajęć domowych, kiermasze sztuki ludowej, loteria „cysterska”.
Wągrowczanie swoim dzieciom
W latach 1994–1997 z inicjatywy ówczesnego prezesa Waldemara Kaisera TPZP zorganizowało cykl imprez charytatywnych pt. „Tradycja dla Przyszłości – Wągrowczanie Swoim Dzieciom”. Celem przedsięwzięcia było zgromadzenie pieniędzy na zakup sprzętu specjalistycznego dla oddziałów noworodkowego i dziecięcego wągrowieckiego szpitala.
Turystyczne Rajdy Samochodowe
Odbywają się od 1999 roku z inicjatywy nieżyjącego już Michała Kurka, członka poznańskiego Towarzystwa Przyjaciół Ziemi Wągrowieckiej, którego imieniem nazwano kolejne edycje rajdowe. Rajd ma charakter turystyczny, dlatego trasa jest tak wytyczana, by jego uczestnicy mogli cieszyć się urokami wszystkich zakątków Ziemi Wągrowieckiej.
Warsztaty Twórczości Ludowej Regionu Pałuckiego
Zostały zorganizowane z inicjatywy Bogumiły Nickel prezesa TPZP oraz Zofii Zawol dyrektora Muzeum Regionalnego w Wągrowcu jesienią 2002 roku w Gimnazjum Miejskim w Wągrowcu. Ich uczestnicy brali udział w wykładach, pokazach, ćwiczeniach dotyczących etnografii Pałuk. 
Studium Wiedzy o Regionie - Powiat Wągrowiecki
Studium zostało zorganizowane z inicjatywy Bogumiły Nickel prezesa TPZP oraz Zofii Zawol dyrektora Muzeum Regionalnego. Organizatorami studium byli: Towarzystwo Przyjaciół Ziemi Pałuckiej, Muzeum Regionalne w Wągrowcu oraz Ośrodek Doskonalenia Nauczycieli w Poznaniu. Zajęcia trwały od października 2003 roku do kwietnia 2004 roku i dotyczyły geografii, historii, archeologii, etnografii i zabytków powiatu wągrowieckiego.